# Erioptera (Erioptera) diplacantha
Erioptera (Erioptera) diplacantha is een tweevleugelige uit de familie steltmuggen (Limoniidae). De soort komt voor in het Australaziatisch gebied.